# مخازن تحلل
محلول التحلل هو محلول عازل يستخدم لغرض تكسير الخلايا المفتوحة لاستخدامها في تجارب البيولوجيا الجزيئية التي تحلل الجزيئات الكبيرة القابلة للتغير للخلايا (مثل بقعة غربية للبروتين ، أو لاستخراج الحمض النووي ). تحتوي معظم محاليل التحلل على أملاح التخزين المؤقت (على سبيل المثال Tris-HCl ) والأملاح الأيونية (على سبيل المثال NaCl ) لتنظيم الأيون الهيدروجيني والأسمولية للمحلول . في بعض الأحيان يتم إضافة المنظفات (مثل Triton X-100 أو SDS ) لتفتيت هياكل الغشاء. بالنسبة لمخازن التحلل التي تستهدف استخراج البروتين ، غالبًا ما يتم تضمين مثبطات الأنزيم البروتيني ، وفي الحالات الصعبة قد تكون مطلوبة تقريبًا. يمكن استخدام مخازن التحلل على كل من خلايا الأنسجة الحيوانية والنباتية. 

## اختيار المخزن المؤقت
الغرض الأساسي من محلول التحلل هو عزل الجزيئات ذات الأهمية والاحتفاظ بها في بيئة مستقرة. بالنسبة للبروتينات ، بالنسبة لبعض التجارب ، يجب تغيير طبيعة البروتينات المستهدفة تمامًا ، بينما في بعض التجارب الأخرى ، يجب أن يظل البروتين المستهدف مطويًا ويعمل. البروتينات المختلفة لها أيضًا خصائص مختلفة وتوجد في بيئات خلوية مختلفة. وبالتالي ، من الضروري اختيار أفضل مخزن مؤقت بناءً على الغرض من التجارب وتصميمها. العوامل المهمة التي يجب مراعاتها هي: الأيون الهيدروجيني ، القوة الأيونية ، استخدام المنظفات ، مثبطات الأنزيم البروتيني لمنع عمليات التحلل البروتيني.  على سبيل المثال ، إضافة المنظفات ضرورية عند إزالة البكتيريا سالبة الجرام ، ولكن ليس للبكتيريا موجبة الجرام.  من الشائع أن يضاف مثبط البروتياز إلى محلول التحلل ، إلى جانب مثبطات إنزيم أخرى مفضلة ، مثل مثبطات الفوسفاتيز عند دراسة البروتينات مع الفسفرة.

## مكونات
يخلق المحلول المتعادل بيئة للبروتينات المعزولة. يحتوي كل خيار من خيارات العازلة على نطاق ايون هيدروجيني محدد ، لذلك يجب اختيار المحلول بناءً على ما إذا كان البروتين المستهدف مستقرًا تحت درجة حموضة معينة. أيضًا ، بالنسبة للمخازن المؤقتة ذات نطاقات الأيون الهيدروجيني المماثلة ، من المهم مراعاة ما إذا كان المخزن المؤقت متوافقًا مع البروتين المستهدف.  يحتوي الجدول أدناه على العديد من المخازن المؤقتة الأكثر استخدامًا ونطاقات الأيون الهيدروجيني الخاصة بها.
| متعادل                                                    | نطاق الأس الهيدروجيني |
| --------------------------------------------------------- | --------------------- |
| فوسفات هيدروجين الصوديوم / فوسفات هيدروجين ثنائي الصوديوم | 5.8 - 8.0             |
| تريس - حمض الهيدروكلوريك                                  | 7.0 - 9.0             |
| حبيس - هيدروكسيد الصوديوم                                 | 7.2 - 8.2             |

### إضافات

#### أملاح
يحتوي محلول التحلل عادة على أملاح أو أكثر تتمثل وظيفة الأملاح في محلول التحلل في إنشاء قوة أيونية في المحلول المنظم. بعض الأملاح الأكثر استخدامًا هي NaCl و KCl و (NH 4 ) 2 SO 4. تستخدم عادة بتركيز يتراوح بين 50 و 150 ملي مولار. 

هيكل كبريتات دوديسيل الصوديوم (SDS)

#### منظف

هيكل Triton X-100

المنظفات هي مواد عضوية خافضة للتوتر السطحي (ذات ذيل كاره للماء ورأس محبة للماء). يتم استخدامها لفصل بروتينات الغشاء عن الغشاء لأن الجزء الكارهة للماء من المنظف يمكن أن يحيط بالأغشية البيولوجية وبالتالي عزل بروتينات الغشاء عن الأغشية.  على الرغم من استخدام المنظفات على نطاق واسع ولها وظائف متشابهة ، فمن المهم فهم الخصائص الفيزيائية والكيميائية للمنظفات محل الاهتمام من أجل تحديد المنظف الأمثل لاستخدامه في تجربتك.
غالبًا ما يتم تصنيف المنظفات على أنها غير أيونية أو أنيونية أو كاتيونية أو الأيون الهجين ، بناءً على ميزة مجموعة الرأس المحبة للماء. 
المنظفات غير الأيونية مثل Triton X-100 ومنظفات الأيون الهجين مثل CHAPS (3 - [(3-cholamidopropyl) dimethylammonio] -1-propanesulfonate) غير قابلة للتشبع (لن تعطل وظائف البروتين). المنظفات الأيونية مثل كبريتات دوديسيل الصوديوم (SDS) والمنظفات الكاتيونية مثل إيثيل تراي ميثيل بروميد الأمونيوم تؤدي إلى تغيير طبيعة (سوف تعطل وظائف البروتين).  المنظفات هي مكون رئيسي يحدد قوة التحلل لمحلول تحلل معين.

#### المزيد
تشمل الإضافات الأخرى أيونات المعادن والسكر مثل الجلوكوز والجلسرين والمخلبات المعدنية (على سبيل المثال EDTA ) والعوامل المختزلة مثل dithiothreitol (DTT). 

## المخازن المؤقتة شائعة الاستخدام
قد يكون أكثر عازلة تحلل استخدامًا. عامل الذوبان هو NP-40 ، والذي يمكن استبداله بمنظفات أخرى بتركيزات مختلفة. نظرًا لأن NP-40 هو منظف غير أيوني ، فإن هذا المخزن المؤقت للتحلل له تأثير أكثر اعتدالًا من عازلة RIPA. يمكن استخدامه عند الاحتفاظ بوظائف البروتين بأقل قدر من الاضطراب. 
وصفة: 
- 150 ملي كلوريد الصوديوم
- 1.0٪ Nonidet P-40 أو Triton X-100
- 50 مم تريس- Cl
- ضبط الرقم الهيدروجيني إلى 7.4

### RIPA (RadioImmunoPreclusion Assay) عازلة تحلل
عازلة RIPA هي عازلة تحلل شائعة الاستخدام للترسيب المناعي واستخراج البروتين العام من الخلايا والأنسجة. يمكن تخزين المخزن المؤقت بدون الفانات عند 4   درجة مئوية لمدة تصل إلى 1 سنة.  يقوم عازل RIPA بإطلاق البروتينات من الخلايا وكذلك يعطل معظم التفاعلات الضعيفة بين البروتينات. 
وصفة: 
- 1٪ (وزن / وزن) Nonidet P-40 (NP-40)
- 1٪ (وزن / حجم) ديوكسيكولات الصوديوم
- 0.1٪ (وزن / حجم) SDS
- 0.15 م كلوريد الصوديوم
- 0.01 م فوسفات الصوديوم ، ودرجة الحموضة 7.2
- 2 مم يدتا
- 50 ملي فلوريد الصوديوم (ناف)
- 0.2 ملي مولار من orthovanadate الصوديوم الطازج (Na 3 VO 4 .2H 2 O ، له وظيفة مثبطات الفوسفاتيز لأنه يحاكي الفوسفات [9] )
- 100 يو / مل من مثبط البروتياز ، مثل أبروتينين

### المخزن المؤقت لتحلل SDS (كبريتات دوديسيل الصوديوم)
كبريتات دوديسيل الصوديوم(SDS) هو منظف أيوني يفسد الطبيعة. غالبًا ما يتم استخدام المخزن المؤقت SDS الساخن عندما تحتاج البروتينات إلى الذوبان والتشويه تمامًا.
وصفة: 
- 0.5٪ (وزن / حجم) SDS
- 0.05 م تريسكل
- ضبط الأس الهيدروجيني إلى 8.0
- أضف 1 مم ديثيوثريتول طازج (DTT)

### ACK (الأمونيوم - كلوريد البوتاسيوم) المخزن المؤقت
يستخدم ACK لتحليل خلايا الدم الحمراء في العينات البيولوجية حيث تكون الخلايا الأخرى مثل خلايا الدم البيضاء ذات أهمية أكبر. 
وصفة:  
- 150 ملي كلوريد الأمونيوم
- 10mM بيكربونات البوتاسيوم
- 0.1 ملم يدتا
- ضبط الرقم الهيدروجيني إلى 7.2-7.4

## عازلة تحلل في دراسات DNA و RNA
في دراسات مثل بصمات الحمض النووي ، يتم استخدام المخزن المؤقت للتحلل لعزل الحمض النووي. يمكن استخدام صابون الأطباق في قرصة لتفتيت الخلايا والأغشية النووية ، مما يسمح بإطلاق الحمض النووي. تشتمل مخازن التحلل الأخرى المماثلة على منتج Qiagen Buffer P2 الخاص.